# Lucas Rossi (piragüista)
Lucas Rossi (Olivos, 21 de diciembre de 1994) es un deportista argentino que compite en piragüismo en la modalidad de eslalon. Ganó dos medallas en los Juegos Panamericanos, bronce en 2015 y plata en 2019.

## Palmarés internacional
| Juegos Panamericanos | Juegos Panamericanos | Juegos Panamericanos | Juegos Panamericanos |
| Año                  | Lugar                | Medalla              | Competición          |
| -------------------- | -------------------- | -------------------- | -------------------- |
| 2015                 | Toronto (Canadá)     | Medalla de bronce    | C2 individual        |
| 2019                 | Lima (Perú)          | Medalla de plata     | K1 individual        |